# Juan Diego González
Juan Diego González Arredondo (Sinaloa, 14 de mayo de 1990). Es un exfutbolista profesional mexicano que llegó a jugar como delantero en el Cruz Azul de la Primera División de México.

## Trayectoria
Cruz Azul Lagunas debutó en la Jornada 4 Tercera División vs Tezonapa perdió su debut 1-2 jugó 12 minutos y anotó gol.

### Cruz Azul
Tomas Boy hace que debute en Copa MX en el partido Atlante vs Cruz Azul, entrando de cambio en el segundo tiempo jugango 20 minutos, lamentablemente es sacrificado de cambio, debido a la expulsión del portero guillermo allison, el miércoles 17 de febrero de 2016.

## Clubes
| Club              | País   | Año         |
| ----------------- | ------ | ----------- |
| Cruz Azul Hidalgo | México | 2007 - 2015 |
| Cruz Azul         | México | 2016 - 2017 |